# Pierre Lenhardt
Pour les articles homonymes, voir Lenhardt.
Pierre Lenhardt, né le 5 novembre 1927 à Strasbourg et mort le 1er juillet 2019 à Paris, est un religieux catholique de la congrégation de Notre-Dame de Sion et un théologien français.

## Biographie

### Formation et parcours professionnel
Pierre Lenhardt passe son enfance et son adolescence au Maroc. Il termine ses études supérieures à HEC en 1950. Il appartient à la congrégation de Notre-Dame de Sion depuis 1962.
Il soutient un mémoire de maîtrise en théologie, intitulé Conditions de légitimité d'un témoignage chrétien auprès des juifs à l'Institut catholique de Paris en 1970. Il a donné des enseignements à l'Institut catholique de Paris, à l'Institut catholique de Lyon, à l'école biblique de Jérusalem, à l'Institut Kirche und Judentum (IKJ) à Berlin, dans différents séminaires et universités au Brésil et à Rome. Il a dirigé avec Manreena Fritz le Centre chrétien d'études juives (Institut Saint-Pierre de Sion - Ratisbonne), à Jérusalem.

## Axe des recherches théologiques
Pierre Lenhardt consacre ses recherches à l’étude et à tradition d'enseignement biblique juif et à ses liens avec la tradition de l’Église catholique. Il est l'un des premiers théologiens catholiques à se mettre à l'écoute de la Torah orale des maîtres du Talmud vivant à Jérusalem. Il est élève d'Ephraim Urbach à l'université hébraïque de Jérusalem (1971-1976), où il obtient un master en études talmudiques.
Il témoigne ainsi de sa démarche : « En réalité, je me suis rendu compte que ma seule possibilité de légitimer le témoignage était de plonger dans l'océan du Talmud, d'écouter son immense musique, d'entendre alors et de faire entendre ses résonances possibles avec la foi chrétienne ».

## Distinction
Pierre Lenhardt a reçu en 2004 le prix de l'Amitié judéo-chrétienne de France.

## Publications
- À l'écoute d'Israël, en église : Car de Sion sort la Torah et de Jérusalem la Parole de Dieu, éd. Parole et Silence, « Essais de l'école cathédrale », Tome I, 2006, 280 p.  (ISBN 2845734263) et Tome II, 2009, 222 p.  (ISBN 978-2-84573-785-3)
- (de) Auftrag und Unmöglichkeit eines legitimen Zeugnisses gegenüber den Juden (traduction en allemand de son mémoire de maîtrise), Berlin, 1980.
- L'Unité de la Trinité. A l'écoute de la tradition d'Israël, éd. Parole et silence, 2011, 235 p.  (ISBN 978-2-84573-895-9)
- La Torah orale des Pharisiens. Textes de la Tradition d'Israël (en collaboration avec Matthieu Collin), supplément aux Cahiers Évangile, no 73, 1990.